# Aqueduto de Castelões
O Aqueduto de Castelões, popularmente conhecido como Arcos de Castelões, pertence à Quinta de Santiago e situa-se num pequeno vale entre os lugares de Santiago e da Bouça, na freguesia de Castelões, Vila Nova de Famalicão. É considerado o ex-líbris da freguesia.

## História
Presume-se que tenha sido construído no século XVIII, simultaneamente às melhorias realizadas na Casa de Santiago. Outro indício que aponta para essa época é a sua semelhança arquitetónica com o Aqueduto de Santa Clara, em Vila do Conde.
Em 2022, em conjunto com a Casa de Santiago, foi finalmente classificado como monumento de interesse público, com a designação oficial "Casa de Santiago e Aqueduto".

## Caraterísticas
Constituído por 17 arcos de volta perfeita, de traçado irregular, numa extensão de 130 metros de comprimento, a sua edificação teve como objetivo a condução de duas linhas de água para a casa de habitação e terras de lavradio da Quinta de Santiago.
É abastecido por uma caleira de pedra, a céu aberto, que vem dum monte próximo, no qual está um tanque que recolhe a água de três nascentes diferentes. 
Embora atualmente alguns arcos se encontrem tapados, e a caleira que conduz a água do tanque de recolha tenha sido parcialmente destruída pelas obras da autoestrada Famalicão–Guimarães em 1933 (tendo a água sido entubada), o resto do aqueduto conserva-se intacto.
Os arcos não apresentam todos a mesma medida, tendo alguns 5,10 m de vão. O material é constituído por perpianho bem desenvolvido, com as juntas secas, apresentando as aduelas boa execução.
O seu estado de conservação é razoável, no entanto, necessita de limpeza da vegetação existente, para não deteriorar a pedra.